# Kim Efert
Kim Efert (Detmold, 1974) is een Duitse jazzgitarist.

## Biografie
Efert studeerde aan de Hochschule für Musik und Tanz Köln bij Werner Neumann en Frank Haunschild jazzgitaar en muziekpedagogiek. Hij werkte met mondharmonicaspeler Carlos del Junco alsook met o.m. Arve Henriksen, Samuel Rohrer en Mike Herting. Tevens was hij actief als theatermuzikant en toerde hij met Annamateur.
Sinds begin 2010 woont Efert in Berlijn. Hij werkt met het jazz/wereldmuziek-kwartet East Affair en het trio Kim3. Hij is als musicus te horen op luisterboeken als "Die Vermessung der Welt" van Daniel Kehlmann, "Der kleine Nick" en het hoorspel "Der Hund Bello". Verder werkte hij mee aan de filmmuziek van "Soundless Wind Chime" van Kit Hung alsook de tv-serie Wilsberg. 
Sinds de zomer van 2014 geeft hij jazzgitaarles aan de Hochschule für Musik Detmold.

## Prijzen en onderscheidingen
Met de groep East Affair won Efert de Bundeswettbewerbs Creole 2009 en de NRW-Wettbewerbs Creole 2008.

## Discografie (selectie)
- Kim3 Beamer (Konnex Records 2009, met Peter Ehwald, Max Andrzejewski)
- East Affair Veselo Muziko (WDR France 2011, met Jura Wajda, Fedor Ruskuc, Fehti Ak)[2]
- Kim3 What You Hear Is What You Hear (Unit Records 2014)